# Trekegel
De trekegel, witte egel of Algerijnse egel (Atelerix algirus) is een egelsoort (Erinaceidae) uit het Mediterrane gebied. Het is de enige soort van het overwegend Afrikaanse geslacht Atelerix die ten noorden van de Sahara voorkomt.

## Kenmerken
De trekegel is te onderscheiden van de andere Europese egels door zijn grotere, bredere oren, een bredere snuit en blekere stekels, en een duidelijk zichtbare nek. Hij heeft een wit masker en een witte buik. Langs de stekelrug, tussen de kop en poten, loopt een duidelijke witte band.
De trekegel is kleiner dan de andere Europese egels, maar staat hoger op de poten. Hij is echter groter dan de andere Afrikaanse egels van het geslacht Atelerix. Hij heeft een kop-romplengte van 170 tot 260 mm, een staartlengte van 20 tot 40 mm en een lichaamsgewicht van 282 tot 650 gram. De oren zijn 28 tot 38 mm lang, de voeten 30 tot 42 mm.

## Verspreiding en leefgebied
De trekegel komt voor langs de Mediterrane kust van Noordwest-Afrika, van Noord-Libië tot Zuid-Marokko. In Europa worden geïsoleerde dieren waargenomen langs de oostkust van Spanje. Ook op eilanden als de Balearen, Malta en de Canarische Eilanden wordt hij waargenomen. In Zuid-Frankrijk werd de soort waargenomen, maar daar is hij waarschijnlijk inmiddels uitgestorven. Hij leeft in mediterraan struikgewas met jeneverbes, bosranden, graslanden, open dennenbossen, halfwoestijnen en rond landbouwgebieden. Hij is algemeen in bewoonde streken. Over het algemeen komt hij voor tussen de 0 en 400 meter hoogte. Op de Balearen komt hij tot een hoogte van 600 meter voor, in Marokko zelfs tot 900 meter.
Waarschijnlijk zijn de egels in Spanje geïntroduceerd door de mens. Ook op de eilanden zijn zij geïntroduceerd, maar het is over het algemeen onbekend wanneer. Op de Canarische eilanden werd de soort ingevoerd in de jaren negentig van de negentiende eeuw. Op de eilanden hebben zich levensvatbare populaties gevestigd. Het is echter onduidelijk of dit ook geldt voor de egels op het Europese vasteland.

## Gedrag
De trekegel is een nachtdier, dat meestal tussen acht uur 's avonds en vier uur 's nachts actief is. Dan jaagt hij voornamelijk op insecten, aangevuld met huisjesslakken, duizendpoten en kleine gewervelden als kleine hagedissen en kikkers. Verder eet hij ook aas en paddenstoelen. Anders dan andere Europese egels scharrelt hij minder en gaat hij vaker op jacht in open, kaal terrein.
Hij is solitair, een groepje egels is altijd een vrouwtje met haar jongen. Hij bouwt soms een nest in een hol. De trekegel houdt zelden een winterslaap.
Ook deze egel rolt zich op bij gevaar. Oehoes zijn zijn grootste vijand.

## Relatie met de mens
Net als andere Europese egels sterven veel trekegels door auto-ongelukken. Ook lijkt het dier last te hebben van habitatverlies. Hierdoor nemen de aantallen in het hele Mediterrane gebied af. Toch is de soort voorlopig niet in gevaar.
De trekegel wordt soms gehouden als huisdier. De egels die in de westerse wereld als huisdier worden aangeboden, zijn over het algemeen hybriden tussen de trekegel en de witbuikegel (A. albiventris). Ook wordt hij in sommige streken gegeten. In Marokko worden de egels plaatselijk gebruikt voor medicijnen en voor hekserij.